# Drapeau de la République arabe sahraouie démocratique

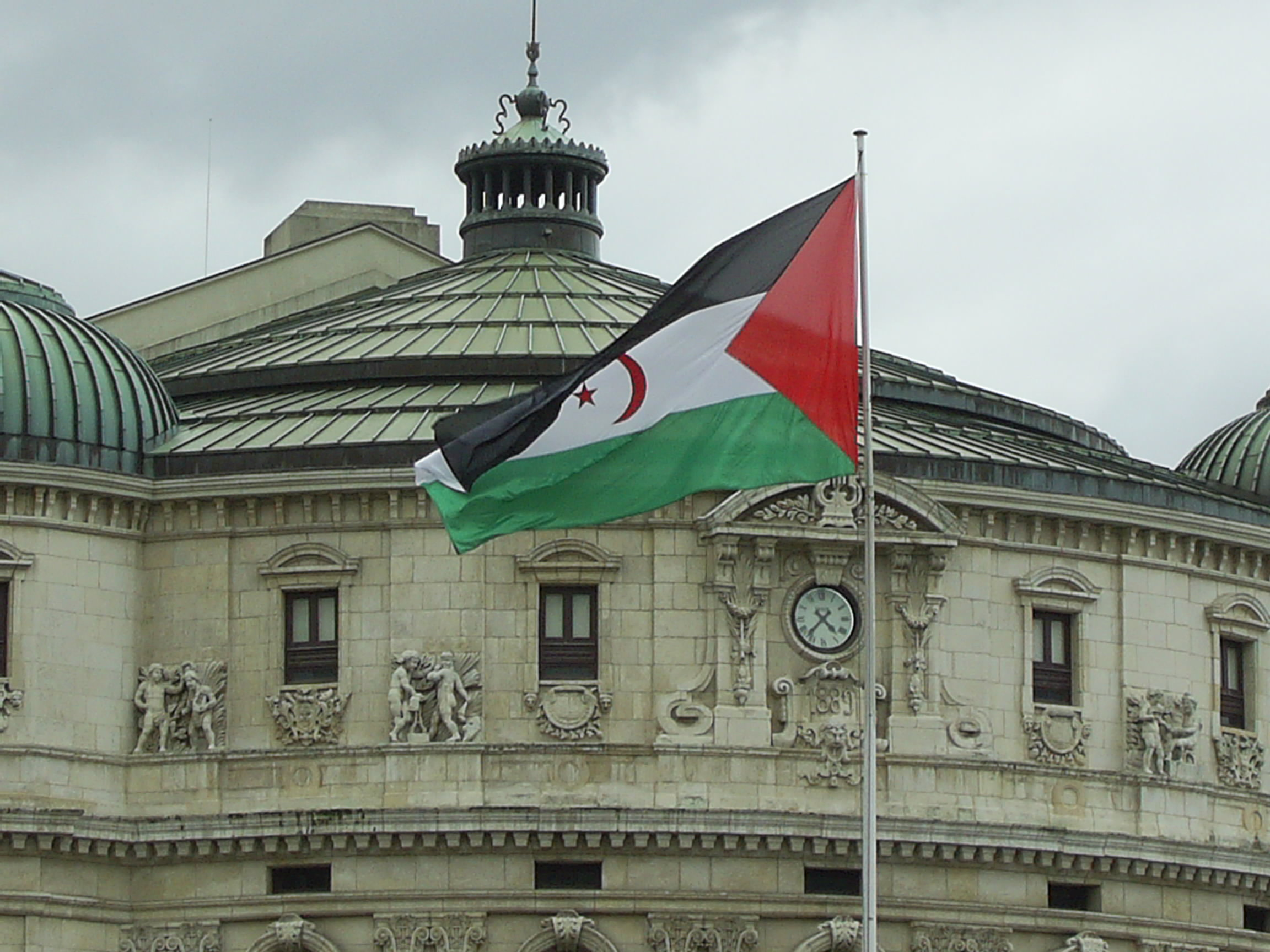
Drapeau de la RASD devant le théâtre Arriaga à Bilbao

Le drapeau de la République arabe sahraouie démocratique est créé au début des années 1970[réf. nécessaire] par les indépendantistes du Front Polisario puis déclaré drapeau de la République arabe sahraouie démocratique (RASD) le 27 février 1976. Il est mentionné dans l'article 5 de la constitution de la RASD. Le drapeau n'est pas reconnu par la majeure partie de la communauté internationale, la plupart des pays du monde ne reconnaissant pas officiellement la RASD. 
Actuellement, ce drapeau n'est pas utilisé dans la majeure partie du Sahara occidental où le drapeau du Maroc, est utilisé.

## Construction du drapeau
On retrouve la même construction que dans les drapeaux palestinien ou jordanien, à savoir trois bandes horizontales noire, blanche et verte et un triangle rouge sur le côté. Ceux-ci symbolisent respectivement
- Le triangle rouge pour la « maison hachémite » de Mahomet ;
- La bande noire pour les Abbassides de Bagdad (750-1258) ;
- La bande blanche pour les Omeyyades de Damas (661-750) ;
- La bande verte pour les Fatimides du Caire (909-1171).

De plus, au milieu de la bande blanche, on trouve le croissant et l'étoile rouge, traditionnels symboles musulmans. 

Explication de l'orientation avec le drapeau français pour point de comparaison.

Le sens du drapeau est inversé : ainsi, dans la représentation traditionnelle, le mât est toujours situé à gauche du drapeau. Dans le cas du drapeau de la France, le mât est bien du côté de la bande bleue. Ici, en considérant que la face où figure le croissant et l'étoile est la face principale, le mât est situé à droite (sens dextre).
Le croissant et l'étoile ne sont pas présents sur le revers, c'est-à-dire la face secondaire du drapeau.